# Rank Organisation
La Rank Organisation va ser un conglomerat empresarial britànic d'entreteniment fundadt per l'industrial J. Arthur Rank l'abril de 1937. Ràpidament es va convertir en l'empresa de cinema més gran i integrada verticalment del Regne Unit. Disposava d'instal·lacions de producció, distribució i exhibició. També es va diversificar cap a la fabricació de ràdios, televisors i fotocopiadores,com un dels propietaris de Rank Xerox. El nom de la companyia va durar fins al febrer de 1996, quan va ser absorbida per l'estructurada The Rank Group Plc. La pròpia companyia es va convertir en una filial de propietat integral de Xerox i va canviar el nom de XRO Limited el 1997.
El logotip de l'empresa, el Gongman, havia estat utilitzat per primera vegada el 1935 per l'empresa de distribució del grup General Film Distributors i es va poder veure als primers títols de les pel·lícules, convertint-se en un emblema del cinema reconegut i durador.

## Origen
J. Arthur Rank, va néixer a Kingston upon Hull, Regne Unit. Es va fer ric com a empresari a través del negoci de molí de farina del seu pare, Joseph Rank Ltd, quan va començar el seu treball irregular en la producció de pel·lícules, finançant temes religiosos curts d'acord amb les seves creences metodistes. A partir d'aquests modestos orígens, la companyia cinematogràfica britànica va sorgir el 1937 mentre Rank buscava consolidar els seus interessos cinematogràfics.

## Creixement
La companyia va créixer ràpidament, principalment mitjançant l'adquisició d'altres empreses. Així doncs el 1938 comprarria els cinemes Odeon. Un any més tard, el 1939 va adquirir els Denham Film Studios que es fusionaven amb les instal·lacions de Pinewood, alhora que s'adquireixen els Amalgamated Studios de Borehamwood, tot i que no s’utilitzen per fer pel·lícules. Aquest mateix any també es compren els espais britànics de la Paramount Pictures.
Ja en la dècada dels quaranta, el 1941 compra la Gaumont-British Picture Corporation, propietària de Gainsborough Pictures, amb 251 cinemes i també els Lime Grove Studios. A mitjans dels 1940, Two Cities Films va passar a formar part de la Rank Organization, produint pel·lícules clau com Odd Man Out (1947), Hamlet (1948), Vice Versa (1948) i The Rocking Horse Winner (1949). El 1946 Rank compraria per 1 milió de lliures esterlines + una participació del 50% en una cadena de 133 cinemes del neozelandès Robert James Kerridge, la cadena d'exposicions més gran d'Australàsia que va canviar el nom per Kerridge Odeon. A finals de la dècada de 1940 va guanyar una participació majoritària a Allied Cinemas i Irish Cinemas Ltd, convertint-se en el circuit d'exposicions més gran d'Irlanda (una posició mantinguda fins a principis dels vuitanta).
A finals de la dècada de 1940, J. Arthur Rank, posseïa cinc grans complexos d'estudis de cinema, Pinewood Film Studios, Denham Film Studios, Ealing Studios, Lime Grove Studios i Islington Studios. Els estudis de Lime Grove es van vendre a la BBC Television el 1949. Disposava 650 cinemes del Regne Unit (cadenes Gaumont, Odeon i Paramount) a més de diversos fons internacionals, incloses filials al Canadà i els Països Baixos. Estaven integrats els General Film Distributors (més tard Rank Film Distributors), inclosos els drets de distribució del Regne Unit a Universal Pictures. Els Rank Film Laboratories, Denham que més tard serien rebatejats com DeLuxe London un cop concretada l'adquisició de Rank DeLuxe Laboratories per la 20è Century Fox el 1990.
El 1966 Rank Xerox es una empresa conjunta amb Haloid Corporation of America (Xerox Corporation), per fabricar i promocionar la seva gamma d'equips de fotocòpia de paper normal. Molts dels actius minvants de la companyia cinematogràfica es van convertir ràpidament en el servei "Rank Xerox". Aquesta aventura va suposar una aposta enorme, però finalment la gesti´d'estalvi de la companyia va entrar en dificultats financeres, i finalment es va integrar completament a Xerox a finals dels noranta.

## Pel·lícules dels anys quaranta
Un col·lectiu sòlid de cineastes es va constituir sota la bandera d'Independent Producers Ltd. Aquesta donava feina a alguns dels millors directors del Regne Unit, com Michael Powell i Emeric Pressburger (Black Narcissus, The Red Shoes, I Know Where I'm Going!)), David Lean (Breve trobada, grans expectatives), Frank Launder i Sidney Gilliat (Veig un estrany fosc, La llacuna blava, The Happiest Days of Your Life), Ken Annakin (Hollyday Camp) i Muriel Box (The Seventh Veil) .
The Company of Youth, l'escola d'actuació de l'organització de Rank, sovint anomenada "The Charm School", va ser fundada el 1945. Van iniciar diverses carreres, incloses les de Donald Sinden, Dirk Bogarde, Diana Dors i Christopher Lee. Tot i que no era membre de l'escola, Petula Clark va estar contractada per Rank durant un període i va protagonitzar diverses pel·lícules estrenades per l'estudi, inclosa London Town (1946), un dels fracassos més costosos de la història del cinema britànic. També estava contractat amb Rank l'actor canadenc Philip Gilbert.

## Crisi i diversificació
Tot i recolzar algunes pel·lícules excel·lents, Rank estava en crisi el 1949, ja que va acumular un deute de 16 milions de lliures esterlines i va reportar una pèrdua anual de 3,5 milions de lliures esterlines. El director general John Davis va promoure retallades en personal i pressupostos, concentrant la producció de pel·lícules a Pinewood. Altres instal·lacions d'estudi (a Islington) es van tancar o vendre (Lime Grove Studios) o es van llogar (Denham). L'organització Rank va tancar Independent Producers Ltd. Les polítiques de Davis van crear greus perjudicis a molts actius de la industria cinematogràfica, en particular van portar al director de cinema David Lean a buscar altres fonts de finançament, tot i haver estat responsable d'algunes de les pel·lícules de més èxit financer
El 1949, la companyia va comprar l'empresa Bush Radio i va començar a diversificar els seus interessos. A principis dels anys seixanta Rank es va fer càrrec de Murphy Radio per formar el Rank Bush Murphy Group (que finalment es va vendre a Great Universal Stores el 1978). El 1956 Rank va començar una associació amb la Haloid Corporation per formar Rank Xerox. Rank també va ser un accionista significatiu del consorci que es va convertir en Southern Television, el primer titular del contracte de televisió ITV al sud d'Anglaterra. A finals dels anys cinquanta, Rank va crear Rank Records Ltd. (el segell discogràfic es deia Top Rank) i Jaro Records (una filial nord-americana). El 1960, Top Rank va ser integrat a EMI i el 1962 el van substituir per Stateside Records. Entre els artistes més destacats hi havia Gary US Bonds, The Shirelles, B. Bumble and the Stingers, Wilbert Harrison, Skip & Flip, Andy Stewart, Craig Douglas i John Leyton. Una sucursal nord-americana de Top Rank va operar del 1959 al 1961; entre els seus artistes en nòmina hi trobarem: Jack Scott, Dorothy Collins i The Fireballs.
Rank Audio Visual es va crear el 1960, agrupant les incorporacions de Rank en multimèdia: Bell & Howell (adquirides amb Gaumont British el 1941), Andrew Smith Harkness Ltd (1952) i Wharfedale Ltd (1958). Les adquisicions posteriors comprenen Strand Electric Holdings (1968) i HJ Leak &amp; Co. (1969).
Entre mitjans i finals dels anys 70, Rank Audio Visual va crear un centre de música estèreo 3 en 1, així com aparells de televisió conjuntament amb NEC del Japó. La producció del "clàssic" Rank TV es va desenvolupar a mitjans i finals dels 70. Van aparèixer alguns models provisionals i el "modern" Rank TV va llançar-se a principis dels vuitanta. La insígnia NEC no va aparèixer als països PAL / 220/240 volts fins a mitjan anys vuitanta.
Top Rank va ser un dels primers operadors de les àrees de servei d'autopistes al Regne Unit, que va obrir en les estacions Farthing Corner a l'M2 a Kent el 1963. Top Rank va operar una cartera de 10 àrees de servei fins a l'adquisició de Mecca Leisure Group per part del grup Rank el 1991. A partir de llavors van ser transferides a l'exconseller delegat de la Meca Michael Guthrie amb el nom de Pavilion (posteriorment adquirit per Granada i que ara forma part de Moto Hospitality).
J. Arthur Rank havia cessat com director gerent de l'Organització de Rank el 1952, però va romandre com a president fins al 1962.

## Declivi en la indústria del cinema
A partir de la dècada de 1950, es van produir menys pel·lícules d'aventures i es van fer empreses sòlidament comercials, dirigides en gran part al mercat familiar. Aquestes inclouen les populars comèdies de Norman Wisdom la sèrie de pel·lícules Doctor i, més tard, Rank va assumir la sèrie de cinema Carry On d'Anglo-Amalgamated. No obstant això, es van produir algunes pel·lícules destacades durant aquesta època, incloent Carve Her Name with Pride, Sapphire i La víctima, així com una sèrie de temes de prestigi com la Coronació de la reina Isabel II i actuacions filmades pel Royal Ballet.
Durant la dècada de 1950, el fotògraf britànic Cornel Lucas va instal·lar el Pool Studio a Pinewood, on va fotografiar a moltes de les estrelles del cinema d'aquesta època del cinema, com Marlene Dietrich i David Niven.
El 1960, John Davis va anunciar que Rank es concentraria en produccions amb un pressupost internacional més gran. El 1961 van anunciar la producció d'una dotzena de pel·lícules per valor de 7 milions de lliures esterlines.
Del 1959 al 1969: l'empresa va realitzar més de 500 curtmetratges setmanals en una sèrie titulada Look At Life, cada pel·lícula representava una àrea de la vida britànica.
Del 1971 al 1976, Rank va invertir aproximadament 1,5 milions de lliures a l'any en producció de pel·lícules. Segons l'executiu Tony Williams, "els dos principals corrents que es tractaven eren imatges de Carry On i pel·lícules de terror realitzades per Kevin Francis".
No obstant això, el 1976 Rank va tenir molt èxit amb Bugsy Malone (que van coproduir amb Paramount Pictures, que tenia els seus drets nord-americans). Això els va animar a tornar a entrar a la producció cinematogràfica.

## Renaixement temporal i darrers anys
El 1977 Rank va nomenar Tony Williams cap de producció i durant dos anys Rank va fer vuit pel·lícules per valor de 10 milions de lliures esterlines, incloses Eagle's Wing, The Shout, The Thirty Nine Steps, Riddle of the Sands i Silver Dream Racer.
Moltes d'aquestes històries es van situar en el passat. "Heu de tornar enrere en el temps per explicar una història que no hagi d'afrontar problemes dels setanta", va dir Williams el 1978. "El que la gent té nostàlgia no és necessàriament un període concret, sinó els valors més feliços que falten avui". Molt poques d'aquestes noves pel·lícules de Rank van tenir un bon rendiment a la taquilla i van perdre 1,6 milions de lliures esterlines. El benefici abans de l'impost de la companyia va ser de 131 milions de lliures esterlines.
Al Festival de Cinema de Cannes el 1980, Ed Chilton de Rank va anunciar una suma de 12 milions de lliures esterlines. No obstant això, al juny es van retirar de la producció una vegada més. "La decisió es va prendre per aprofundir-hi i després ens vam retirar", va dir Williams. Les pel·lícules del Rank que s’havien anunciat per a la producció, inclosa una adaptació de l' HMS Ulisses, The Rocking Horse Winner i una versió cinematogràfica de To the Manor Born, van ser cancel·lades. "Ara triga massa a recuperar diners en pel·lícules", va dir un portaveu de Rank. L'any següent, Rank va reportar un benefici rècord abans d'impostos de 102 milions de lliures esterlines.
El 1995, el grup Rank va adquirir totes les accions pendents de l'organització. A la primavera de 1997, The Rank Group va vendre a Rank Film Distributors, inclosa la seva biblioteca de 749 pel·lícules, a Carlton Communications per 65 milions de lliures esterlines i es va convertir immediatament en Carlton / RFD Ltd. Pinewood Studios i Odeon Cinemas van ser venuts el 2000. La companyia finalment va trencar les seves connexions restants amb la indústria del cinema el 2005 quan va vendre el seu negoci de distribució de DVD i la unitat de suport tècnic Deluxe.